# Карпилівка (Рівненський район)
Карпи́лівка — село в Городоцькій сільській громаді Рівненського району Рівненської області України. Населення становить 1144 особи (станом на 1 січня 2025р.).

## Адміністративне підпорядкування, ландшафт і етимологія
Три пагорби облямовує помережена джерельними струмками низовина із колись буйнотравними заплавними луками. І ниви, ниви з етимологічно застиглими, не завжди зрозумілими сучасникам назвами в урочищах Студюнки й Королів, Полуволоки і Голодраївка, Помірки тощо. Усе це — топоніми на історичному й соціальному шляху розвитку села Карпилівка, що в Рівненському районі й Рівненській області. адміністративно підпорядковане Городоцькій сільській раді.
Знаходиться на яристих висотах з його давніми і новими дільницями при двох струмках Вербичці та Безодні, енергію яких почав використовувати водяний млин, споруджений у 1895—1897 роках.

## Герб
У щиті срібна балка з трьох рядів цегляної кладки, у верхньому червоному полі — срібний розширений укорочений хрест, у нижньому чорному — три золоті коропи (два над одним). Три коропи (карпи) є асоціативним символом і вказують на назву поселення (герб є промовистим). Хрест означає розташування села на Волині. Смуга цегляної кладки уособлює містечко Студин, яке за переказами існувало в давнину на місці Карпилівки. Червоний і чорний кольори підкреслюють патріотичність місцевих мешканців, які брали активну участь у національно-визвольній боротьбі.

## Історія

### Найдавніші часи
Перша письмова згадка про село під назвою «деревня Карпилово», єпархіально підлегла Понебелеві, відносить нас до 1798 року. Колишнє ж поселення Студін (після занепаду — Студінки) тепер — вулиця Шевченка та інші в урочищі Панському старше від сьогоднішнього власне села на 100 років. Правда археологічні знахідки, виявлені тут, дозволяють припустити: місцевість була заселена ще за кам'яної доби. Пізніше належала відомому землевласникові князю Радзивілу.
Поземельний план 1826 року засвідчує в «Карпиловке» пасмо надрічкових угідь, гаї, сільський став, поблизу якого напередодні свят влаштовувалися торги, обмін товару на рибу, ділові зустрічі тощо. Відав ставом Карпило. Він тут розбудувався і став родоначальником села.
Поет, журналіст, краєзнавець Олександр Костюк, який досліджував історію села і матеріали якого лягли в основу цих нотаток, так пише в своєму вірші
Студін 
Було тут місто: Студін чи Студінь,
Чував од старших про далекі роки…
Іще не все пожерла хижа тлінь.
Чи зайд колись спустошливі наскоки… 
Посаду бачу гомінкі ряди.
Гора дитинцем вищиться пихато
Внизу ото хоч виглянься — води
Й вінків дівочих на купальське свято.
Туди ж, до кручі — глибочінь криниць,
А поміж ними — биндами ряднина
І постаті хупавих молодиць,
Ставних і гожих, як червнева днина
В лотоках греблі піниться ріка.
Мірошник не надивиться на мливо,
Яке руном у лантухи стіка,
Ні — музикою, тихо і цнотливо.
А там ось — шелестить гончарний круг,
Ляга таріль, як сонях, на долоні.
А там … і перетворююсь у слух — 
Мелодія бринить на оболоні.
Даруйте за надмірний пієтет.
«- Ідилія?» — то закид із мізерних…
У кожного поета — свій сюжет
І таїна визбирувати зерна.
(О. Костюк)

### ХІХ— початок XX століття
На рубежі XIX—XX ст., із початком Першої світової війни, межі поселення не виходили за нині діючі вулиці Центральна і Лесі Українки, де нараховувалось усього 36 дворів. Найбільш представницькі за чисельністю: Сидорчуки, Завадські, Черначуки, Кульчицькі, Орли, Дячуки, Мельничуки, Костюки та інші. Відрахунок років XX століття село розпочало з кількох пережитих лих: пожеж, пошестей, воєн. Зокрема на фронтах Першої Світової брали участь мешканці Карпилівки В. Вашай, Д. Дячук, М. Татарин, Мефодій, Фадей і Петро Костюки, М. Прокопчук, І. Шпаковець, Є. Дмитрук, С. Завадський, брати Юхим, Нестор та Семен Мельничуки. Усього близько двох десятків хліборобів.

### Польський період

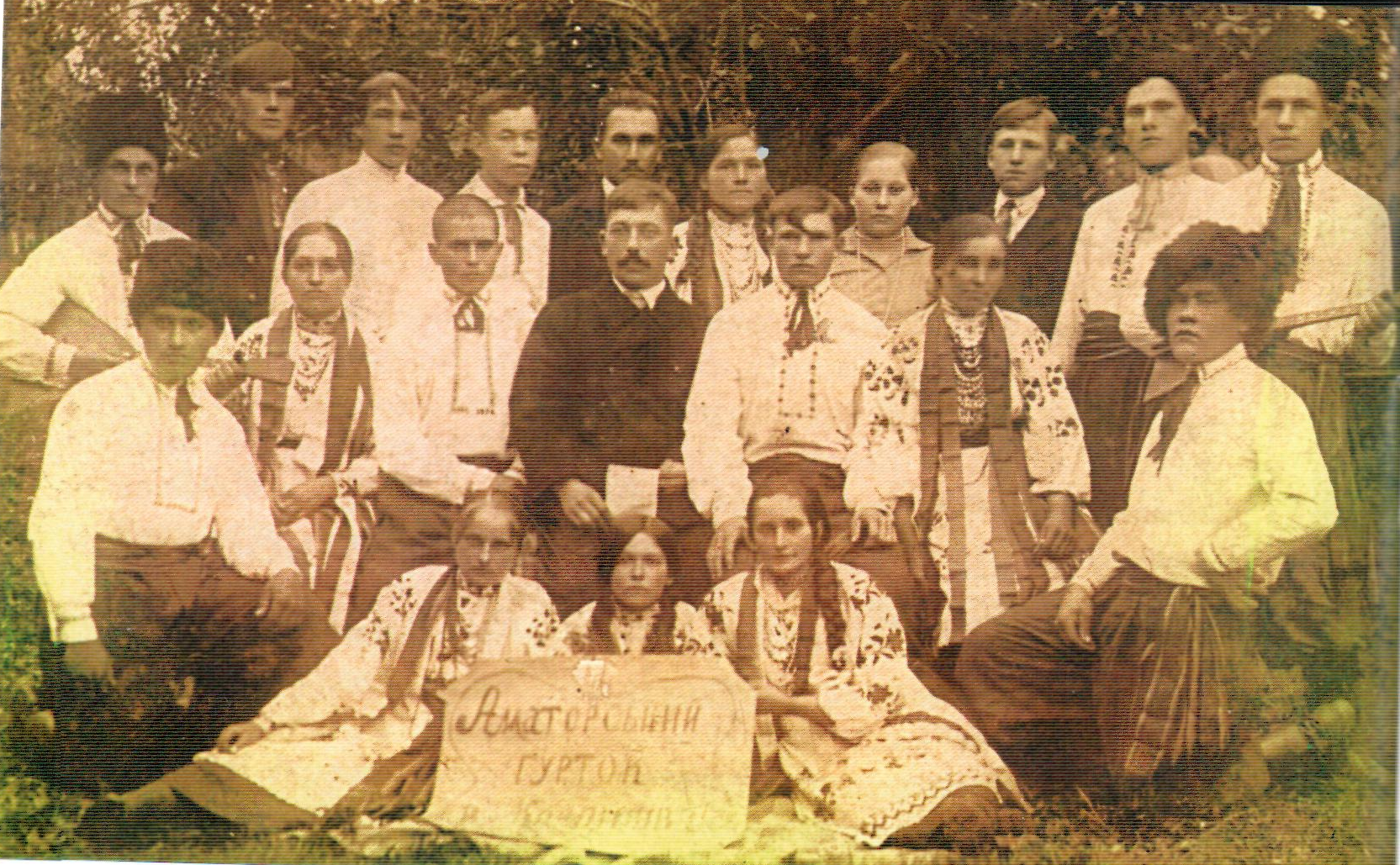
1927 р. Учасники просвітянського аматорського драмгуртка с. Карпилівки за санаційної Польщі. У центрі керівник Устин Настюк: народний учитель, національний культурний діяч, який активно протидіяв польській, німецькій та совіцькій окупації краю. Фото з архіву Володимира Ницеля

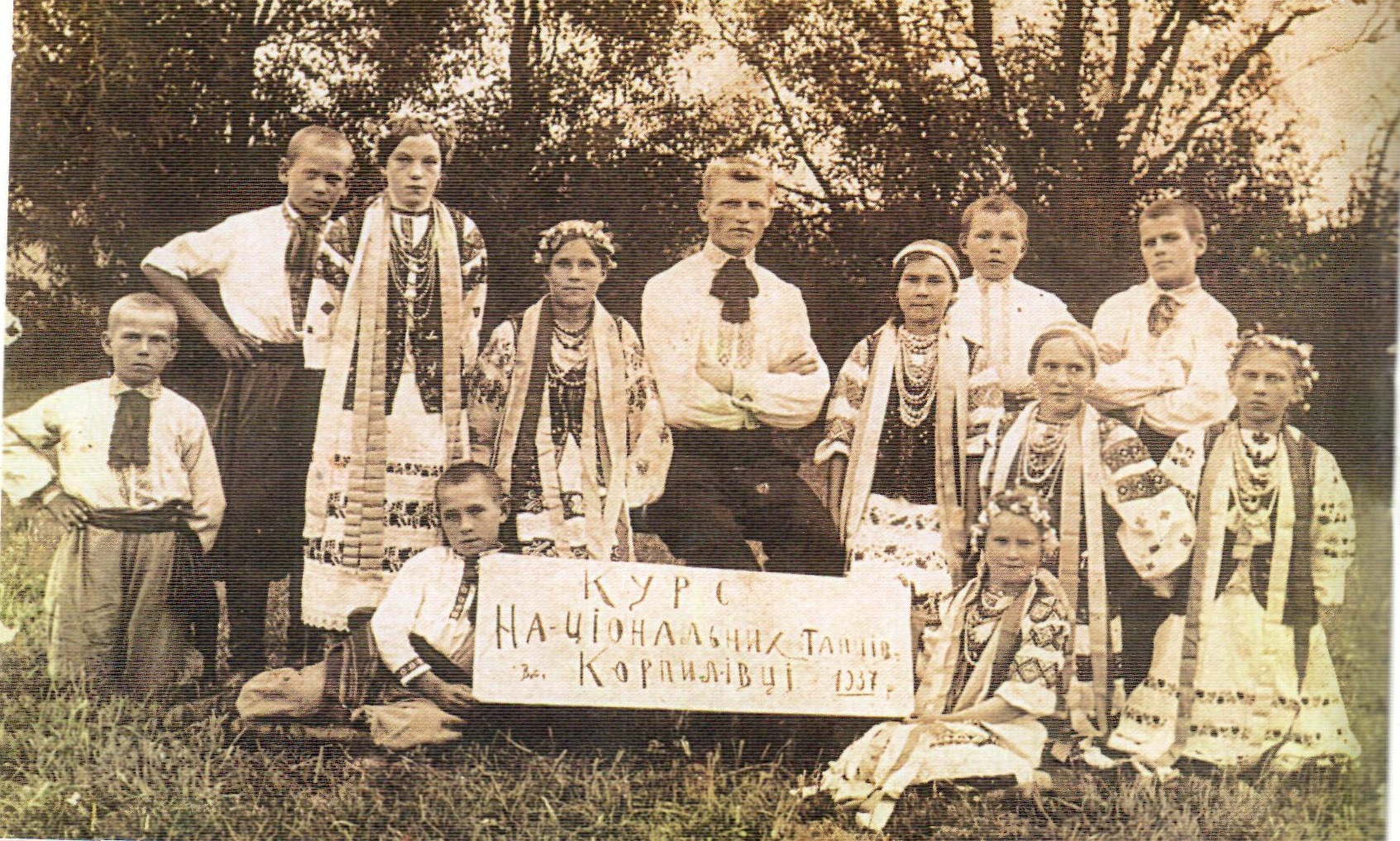
1937 рік, с. Карпилівка. Юні таланти гуртка національних танців під орудою діяча округи Івана Шпаковця («Калашника»). У 1940—1950 роках разом з учителем стануть повстанцями або дієво співпрацюватимуть з ОУН-УПА. Фото з архіву Володимира Ницеля.

За відомою Ризькою угодою (в числі іншої території Західної України) Карпилівка опиняється під окупаційним впливом тодішньої Польщі. Незважаючи на тиск влади, свідоміші карпилівці всіляко протидіяли полонізації краю, соціальним обмеженням, економічним утискам. Конкуренцію напливу осадників-поляків, чехів, витримували не всі хлібороби, але емігрували за кордон у пошуках кращої долі лише кілька родин. Повним «ґрунтом» (12 десятин і більше) володіли в Карпилівці сім'ї Калюхів, Орлів та Дячуків. Основну працю на землі чимало карпилівців поєднували з сезонною роботою на підприємниствах, у панських фільварках, бралися за різні ремесла.
Для задоволення потреб селян у Карпилівці за санаційної Польщі діяли три млини, дві кузні, невелика приватна крамниця. Церква і початкова школа були в сусідньому Понебелі.
У руках поляків-колоністів опиняється Карпилівській ліс, піщаний кар'єр, фільварок. Урядовці все робили для того, щоб унеможливити відродження свідомої української інтелігенції. Але ні економічні, ні політичні рогатки — не перешкоджали загартовуванню найкращих. Так, з 1927 року напівлегальну українську школу в селі організував У. С. Настюк. Він же очолив сільський драмгурток, а в 1938 році з його же ініціативи й безпосередній участі (керував будівельною бригадою) на громадські кошти споруджено й відкрито Народний дім, який дозволив піднести культурно-просвітнє життя села на якісно новий рівень. Плідну діяльність громадського закладу передбачив уже тоді наш славний краянин С.Скрипник, якого карпилівці запросили на свято. Чимало світлого й змістовного у струмінь духовного життя села внесли колишні вояки армії УНР, які силою обставин стали мешкати в Карпилівці. Це — Д. Пивовар, Т. Калиниченко та І. Давидов.
Учитель 
27-ий … Студінки … Затишна хата, 
Визира із заметів неспольщений тин, 
Школа … Обличчя, неначе на храмоване свято, 
«Гайдамаків» читає малечі Устин. 
Аби не горбатились душі козачого роду 
(Холодного Яру вогонь не схолов)…
Пташата мої, не чекайте із моря погоду, 
Знаю, краєм зашаста новий людолов. 
Чигатиме з заходу і червоного сходу, 
Позиратиме ласо на свіжий ясир, 
Котитиме мороку чорну-пречорну колоду, 
Запроданство хлине з присипаних нір. 
Боже премудрий, порви їх іудині снасті, 
А тих, що хитнулись, успій, образум… 
Честь невелика — служити наїзницькій власті, 
Славу минулу узявши на глум. 
Горять оченята, які сумували учора, 
Немов би над ними соборницький дах, 
Здається, звільняє лещата непрошене горе, 
Тихо задкує з оселі невидимий страх. 
27-ий … Студінки … Затишна хата, 
Визира із заметів неспольщений тин, 
Школа … Обличчя, неначе на храмоване свято, 
Шевченка читає малечі Устин.
(О. Костюк)
У зв'язку із «комісацією земель», здійснюваною тодішньою владою в 1938—1939 роках, Карпилівка, як і інші села Західної України, змінює географічні межі. Виникають відруби — хутірські господарства, меліоруються луги в урочищах Кошара, Лоза та Мокрій долині, на струмках і меліоканалах ведуться укріплювальні прибережні роботи. Селяни почали вживатися у нові соціально-економічні й політичні реалії (30-ті роки позначені активізацією діяльності «Просвіти» й ОУН). Високоосвічені й цілеспрямовані в діях оунівці-карпилівці Володимир і Семен Завадські та Зот Ницель підтримують зв'язки з однодумцями-патріотами сіл Грабова та Великого Олексина. У 1940 р. були заарештовані радянськими каральними органами.

### Національно-визвольна боротьба
З початком Другої світової війни й активізацією національно-визвольної боротьби в краї, 52 юнаків і дівчат Карпилівки влилися в лави УПА й збройного підпілля. Майже дві третини із них або загинули, або були репресовані: М. Гуменюк, І. Завадський, О. Кирилюк, І. Мазепа, М. Мельничук, М. та С. Настюки, С. Орел, О. Сидорчук, С. Дячук, А. Татарин, В. Цурик, І. Шпаковець.

### Колгоспний період
Знекровивиши українське село, у тому числі й Карпилівку, радянська система в 1950 році нав'язує в селі колективний метод господарювання. У 1945—1947 роках, аж до 1952-го в Україну й Карпилівку, зокрема, почали прибувати переселенці-українці з Польщі. Застрахане й зневажене село у цей же час ділиться хлібом, одягом, хатнім теплом з голодуючими, які рушили сюди із східних областей, а також Брянщини, Білогородщини.
На початку 1960-х карпилівці об'єднуються з городчанами, колгосп змінює назву на «Україна», а згодом — на ім. XXII з'їзду КПРС. Але ні манія до масштабності, ні епопея удавання розквіту не допомогли.
Кагал 
Ставав на ноги я в ту пору,
Коли колгоспівський кагал
Котивсь від двору і до двору,
Немов страшний дев'ятий вал.
Святині стали «пережитком»
Та «архаїзмами» — права…
То засиля криваву нитку
Комесесерівська братва.
Наругу підняли до Віри,
На жести не скупивсь ніхто…
Знайшлися хвацькі машталіри
І ті, хто бігтиме гуртом.
Їх спонукали рвійні гасла,
Такі бадьорі, як ніде…
А щоби «прєданность» не згасла,
Киї святив НКВД.
(О. Костюк)

## Освіта, культура, релігійне життя
З розпадом «імперії зла» й проголошенням самостійності України і остання, й село Карпилівка докорінно змінилися. Увійшли в доросле життя нові покоління. Але це вже предмет окремого дослідження.
Станом на 2013 рік у Карпилівці діють загальноосвітня школа I—I ступенів (споруджена в 1956—1960 роках завдяки копіткій праці її першого директора Є. А. Лещука), відділення зв'язку, клуб, сільська книгозбірня, АТС, ФАП, кілька приватних крамниць, фермерських господарств та малих підприємств із надання послуг населенню. У лісовому урочищі Ядвипіль-Королів став до ладу відпочинково-оздоровчий комплекс «Калина».
У 2000 році християнська громада Карпилівки пережила особливо урочисту подію — освячення місця під майбутню церкву. Сьогодні величний храм УПЦ КП імені святих Петра й Павла збудований, тривають опорядкування — оздоблювальні роботи.
За роки від початку проголошення незалежності України у селі зведено Дім молитви, обереги пам'яті — придорожні фігури-хрести, зруйновані тоталітарно-атеїстичною владою. На громадському кладовищі відновлене поховання героїв УПА, які полягли в боротьбі з окупантами за волю України. Продовжує в Карпилівці традиції старших поколінь Народний ансамбль української пісні «Червона Калина», започаткований у 1992 році.
Незважаючи на складність державотворчих процесів у суспільстві, село розвивається, зростає кількість його мешканців.
12 липня 2016 року архієпископ Рівненський і Острозький Іларіон освятив храм на честь славних і всехвальних первоверховних Апостолів Петра і Павла.

### Бібліотека
Публічно-шкільна бібліотека-філіал с. Карпилівка відноситься до Рівненської районної централізованої системи публічно-шкільних бібліотек. Заснована була у 1953 році. Знаходиться бібліотека за адресою с. Карпилівка, вул. Центральна, 17. Загальна площа приміщень 64 м2. Кількість користувачів — 517. Фонд бібліотеки становить 8189 примірників. Комп'ютерна техніка у бібліотеці відсутня.
Основним завданням публічно-шкільної бібліотеки-філіалу є надання допомоги у навчально-виховному процесі та забезпечення необхідною інформацією учнів та вчителів. Проведення заходів з популяризації книги та заохочення учнів до читання. Виховання в учнів бережливого ставлення до книги та ін.

## Ветерани Другої світової війни

### Костюк Степан Мефодійович (1914—1990)
Учасник Другої світової війни, ветеран-фронтовик. За часів санаційної Польщі в 1935 р. комісія визнала призовника придатним до виконання військового обов'язку але після кількох тижнів курсу молодого бійця відправила в запас (поляки неохоче навчали українців військової справи).
Після звільнення Західної України від німецько-нацистських окупантів — 19.03.1944 р. був призваний до лав РА (тоді РСЧА) у відповідності до мобілізаційних вимог в умовах війни.
Новобранця зарахували до складу 186 запасного стрілецького полку, який дислокувався тоді під Сталінградом. Після військової присяги й навчання потрапляє до особового складу 110 стрілецького полку (Третій Білоруський фронт). Деякий час воював першим стрільцем (номером) кулеметної обслуги у складі 919 стрілецького ордена Кутузова полку (збереглася червоноармійська книжка, видана цим підрозділом).

Фронтовий шлях солдата пролягав через Білорусь, Польщу, Східну Прусію (Німеччина). Зі спогадів ветерана:
Наш перший батальйон першої стрілецької роти найважчих випробувань зазнав під містами Бобруйськ (Білорусь)та Піллау й Кенігсберг (тоді — Німеччина, зараз — у складі Російської федерації). Як фронтовик брав участь у так званій Білоруській операції: 23.06—29.08.1944 р. тоді війська першого прибалтійського, 2-го, 3-го та 1-го Білоруського фронтів. Прорвали на багатьох ділянках оборону німецько-фашистських військ групи «Центр», оточили й ліквідували великі угрупування противника в районах Вітебська, Бобруйська, Вільнюса, Бреста. Звільнили від ворога Білорусь, частину Литви, сх. райони Польщі й вийшли до кордонів Східної Прусії. І це, незважаючи на те, що передові частини Радянської Армії, відірвавшись від тилів, не мали відповідного забезпечення, харчування тощо. Наступаючи, ми робили нічні марші по 40—50 км. Від фізичного виснаження загинуло багато моїх побратимів. Зазнавши втрат, бо ворог люто огризався й не хотів, але ми вийшли до Балтики. В одному з боїв 13 квітня 1945-го поранення й контузії зазнав і я. Про Перемогу дізнався в 1037-му евакошпиталі. Також і про те, що мене нагородили медаллю «За відвагу» (№ нагороди — 3303112) й присвоїли звання єфрейтор (старший солдат).
Війну фронтовик закінчив у Східній Прусії. Демобілізований на основі Указу Президії Верховної Ради СРСР 25.09.1945 — 21.11.1945 рр. 9 травня 1945 року за участь у Другій світовій війні червоноармієць Костюк С. М. нагороджений медаллю «За победу над Германией в Великой Отечественной войне 1941—1945 гг.»
Третій Указ Президії Верховної ради СРСР датовано 11 березня 1985 р. У посвідченні записано, що Костюк Степан Мефодійович за «храбрость, стойкость и мужество, проявленные в борьбе с немецко-фашистскими захватчиками, и в ознаменование 40-летия Победе советского народа в Великой Отечественной войне награжден орденом Отечественной войны II степени» (№ ордена 5794480). Цю нагороду солдат одержав уже в мирний час, за що й проливав кров на фронті. Її вручив, як і кільком іншим карпилівцям, офіцер військкомату в сільському клубі.
Загалом колишній воїн відзначений за життя 11 Урядовими нагородами.

## Населення

### Мова
Розподіл населення за рідною мовою за даними перепису 2001 року:
| Мова       | Кількість | Відсоток |
| ---------- | --------- | -------- |
| українська | 1130      | 98.43%   |
| російська  | 18        | 1.57%    |
| Усього     | 1148      | 100%     |

## Відомі люди
- Олександр Костюк, народний депутат України I скликання, лікар, народився в Карпилівці.